# Victoria Kjær Theilvig
Victoria Kjær Theilvig (n. 13 noiembrie 2003, Copenhaga) este un fotomodel danez, câștigător al concursului Miss Univers 2024. Ea a devenit prima câștigătoare a Miss Univers din Danemarca.
Theilvig ocupase anterior locul al III-lea în concursul Miss Danemarca 2021. Ea a reprezentat și Danemarca la Miss Grand International 2022, plasându-se în semifinalista Top 20.